# Franck Queudrue
Franck Queudrue (Parigi, 27 agosto 1978) è un ex calciatore francese, di ruolo difensore.
È primatista di presenze (23) con la maglia del Middlesbrough nelle competizioni calcistiche europee.